# Dolichopus polychaetus
Dolichopus polychaetus är en tvåvingeart som beskrevs av Negrobov 1973. Dolichopus polychaetus ingår i släktet Dolichopus och familjen styltflugor. Inga underarter finns listade i Catalogue of Life.